# Тшенсув (Нижньосілезьке воєводство)
Тшенсув (пол. Trzęsów) — село в Польщі, у гміні Грембоциці Польковицького повіту Нижньосілезького воєводства.
Населення — 257 осіб (2011).
У 1975-1998 роках село належало до Легницького воєводства.

## Демографія
Демографічна структура станом на 31 березня 2011 року:
|          | Загалом | Допрацездатний вік | Працездатний вік | Постпрацездатний вік |
| -------- | ------- | ------------------ | ---------------- | -------------------- |
| Чоловіки | 133     | 28                 | 92               | 13                   |
| Жінки    | 124     | 17                 | 80               | 27                   |
| Разом    | 257     | 45                 | 172              | 40                   |